# فرودگاه تیمبدرا
فرودگاه تیمبدرا (به انگلیسی: Timbedra Airport) (به زبان بومی: مطار تمبدغة الدولی) یک فرودگاه همگانی با کد یاتا TMD است . این فرودگاه در کشور موریتانی قرار دارد .